# Copa de la Coronación

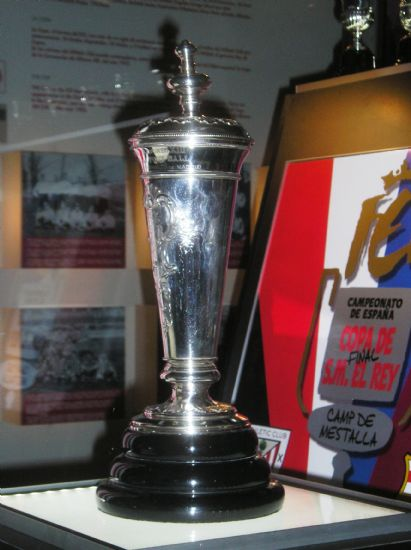
La Copa de la Coronación en el museo del Athletic Club.

La Copa de la Coronación, oficialmente Concurso Madrid de Foot-ball Association, fue una competición futbolística amistosa organizada en 1902 en Madrid como parte de los festejos por el inicio del reinado personal de Alfonso XIII, al alcanzar la mayoría de edad. Fue la primera competición futbolística a nivel nacional celebrada en España. Debido a su éxito se decidió organizar un torneo de fútbol con periodicidad anual a partir de 1903, vigente en la actualidad, bautizado como Campeonato de España de Fútbol, también conocido como Copa de S.M. el Rey, al donar el monarca un trofeo para el ganador.
El Concurso Madrid se desarrolló entre el 13 y el 16 de mayo de 1902 en Madrid y se proclamó campeón el Bizcaya, un combinado formado por dos equipos bilbaínos de fútbol, el Athletic Club y el Bilbao Football Club. Al año siguiente del certamen el Bilbao F. C. fue absorbido por el Athletic, que conservó su nombre original. Por ello, este trofeo se encuentra actualmente en el Museo del Athletic Club y, aunque oficialmente la Real Federación Española de Fútbol no reconoce la Copa de la Coronación en el palmarés de la Copa del Rey, a menudo se cita como la primera edición de dicho torneo, e incluso, el propio Athletic Club lo reivindica como el primer título de Copa de su historia.

## Organización del torneo
En el año 1902 no existía aún la Real Federación Española de Fútbol (RFEF), por lo que no había competencias a nivel nacional en la época. La mayoría de los encuentros de fútbol, conocido en la época por su nominación inglesa football, eran partidos amistosos entre los integrantes de un mismo club o entre equipos cercanos y en España tan solo se podía ver algún torneo regional aún con poco parangón. 
El nuevo deporte, aún con muchos detractores, empezaba a crecer, por lo que, para favorecer su desarrollo, el presidente y uno de los fundadores de la (Sociedad) Madrid Foot-ball Club, D. Juan Padrós, decidió, con la Junta Directiva del club, organizar un gran campeonato para la mayoría de clubes existentes en el país, como parte de los distintos festejos con motivo de la jura de la Constitución por el rey Alfonso XIII de Borbón. Pese a ser rey desde su nacimiento, no accedió con plenos derechos al trono hasta cumplir la mayoría de edad, a los 16 años, hecho que se produjo junto con la citada jura, el 17 de mayo de 1902, y el torneo se celebraría en vísperas de tan señalada fecha.
El Madrid F. C., formalizado legalmente en marzo de 1902, se encargó, a través de Carlos Padrós (hermano del presidente madridista y caracterizado por su implicación en el desarrollo de este deporte), de los distintos preparativos para la organización y la difusión del campeonato, que se denominó como Concurso Madrid de Foot-ball, en referencia a la localización del mismo, y para que atrajera a los mejores clubes de fútbol existentes en España y que permitiera al club medirse contra estos.
La idea de los mandatarios madrileños era crear un torneo que mejorara la existente Copa Macaya (o Campeonato de Cataluña de Foot-ball) y el Concurso de Bandas que se disputó anteriormente en Madrid, con carácter más festivo que competitivo.
Tras hacerse pública la celebración del concurso de foot-ball, varios equipos de toda España anunciaron su inscripción en el mismo.
De Madrid se inscribieron el organizador, el Madrid Foot-ball Club y el New Foot-ball Club; de Bilbao anunciaron su participación el Vizcaya Athletic Club y el Bilbao Foot-ball Club, aunque finalmente participó un combinado de ambos clubes denominado Bizcaya. De Cataluña fueron invitados los cinco clubes que ese año participaron en la Copa Macaya; finalmente, solo se inscribieron el Foot-ball Club Barcelona y el Club Español de Foot-ball. El Club Universitari de Barcelona, cuya plantilla estaba formada exclusivamente por estudiantes universitarios, declinó participar en el torneo al disputarse en vísperas de la época de exámenes; el Hispania Athletic Club y el Catalá Foot-ball Club alegaron no poder afrontar los gastos del desplazamiento. Así pues, finalmente fueron cinco los equipos que se presentaron oficialmente al nuevo torneo.
Los hermanos Padrós consiguieron que el Ayuntamiento de Madrid, a través de su alcalde Alberto Aguilera, donara una copa de plata del orfebre italiano Marabini como premio para el vencedor. Así mismo, lograron que el Ministerio de Agricultura y la Sociedad de Fomento de la Cría Caballar de España cedieran el campo de polo del Hipódromo de la Castellana de Madrid para la disputa del Concurso.
El torneo se disputó finalmente los días 13 al 16 de mayo de 1902. Las eliminatorias se disputaron a partido único, todas ellas en el citado Hipódromo de la Castellana madrileño. En caso de empate, el reglamento establecía la posibilidad de jugar sucesivas prórrogas de 15 minutos hasta dilucidar un campeón.

## Eliminatorias

### Equipos debutantes
•Club Vizcaya 
•Club Español de Foot-ball 
•New Foot-ball Club •F. C. Barcelona 
•Real Madrid

### Cuartos de final
Dado que había cinco equipos inscritos en el torneo, un sorteo dilucidó quiénes deberían disputar una única ronda para pasar a la final y quiénes disputar una eliminatoria adicional. Los equipos Bizcaya y Club Español de Foot-ball fueron los perjudicados por el sorteo y tuvieron que abrir el torneo disputando una eliminatoria previa de cuartos de final.
El primer encuentro se jugó el 13 de mayo, a las 9 de la mañana, y fue arbitrado por Mr. Morris, jugador del F. C. Barcelona. Fue un futbolista del Español, Ángel Ponz i Junyent, quien tuvo el honor de marcar el primer gol del torneo pero, finalmente, los vascos del Bizcaya se impusieron sin problemas por 5-1. Los españolistas contaban con el handicap de no poder reforzarse con jugadores extranjeros ya que sus estatutos se lo prohibían expresamente (de ahí su denominación de Español) mientras que el Bizcaya sí contaba con jugadores ingleses.
| Cuartos de final; 13 de mayo de 1902 9:00 (CEST) | Club Bizcaya                               | 5 - 1   | Club Español de Foot-ball | Hipódromo de la Castellana, Madrid                                              |                                                                                 |
|                                                  | W. Evans ?' · L. Dyer ?' · J. Astorquia ?' | Reporte | Ángel Ponz ?'             | Asistencia: 2.500 espectadores Árbitro(s): Morris (Jugador del F. C. Barcelona) | Asistencia: 2.500 espectadores Árbitro(s): Morris (Jugador del F. C. Barcelona) |

### Semifinales
El mismo día 13 de mayo, dos horas después del partido Bizcaya-Español, se jugó el encuentro entre el F. C. Barcelona y el Madrid F. C., en el que vencieron los catalanes por 3-1. El partido tuvo una asistencia de 2.000 espectadores. Este partido fue el primer enfrentamiento Madrid-Barça de la historia.
Al día siguiente, el 14 de mayo, el Bizcaya jugó contra el New F. C. de Madrid. Los vizcaínos vencieron de forma inapelable por 8-1 a los madrileños.
| Semifinales; 13 de mayo de 1902 11:00 (CEST) | Foot-ball Club Barcelona              | 3 - 1   | Madrid Foot-ball Club | Hipódromo de la Castellana, Madrid                                     |                                                                        |
|                                              | U. Steinberg ?' · H. Morris ?' (pen.) | Reporte | A. Johnson ?'         | Asistencia: 2.500 espectadores Árbitro(s): Arana (Jugador del Bizcaya) | Asistencia: 2.500 espectadores Árbitro(s): Arana (Jugador del Bizcaya) |

| Semifinales; 14 de mayo de 1902 11:00 (CEST) | Club Bizcaya                                               | 8 - 1   | New Foot-ball Club | Hipódromo de la Castellana, Madrid                                      |                                                                         |
|                                              | W. Evans ?' · A. Cazeaux ?' · L. Dyer ?' · J. Astorquia ?' | Reporte | Montojo ?'         | Asistencia: 3.000 espectadores Árbitro(s): Morris (Jugador del Bizcaya) | Asistencia: 3.000 espectadores Árbitro(s): Morris (Jugador del Bizcaya) |

### Copa de la Gran Peña Trofeo de subcampeón

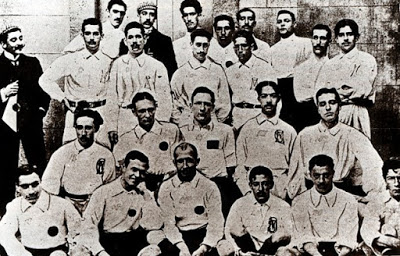
Final por el subcampeonato entre el Madrid F. C. y Club Español.

El 16 de mayo, un día después del Concurso Madrid, y debido al éxito obtenido, la Sociedad Gran Peña de Madrid puso en disputa otro título para dilucidar el subcampeón del reciente campeonato. El trofeo, considerado de consolación, se denominó Copa Gran Peña. Estaba previsto pues que participasen los cuatro equipos derrotados en el concurso a manos del Club Bizcaya; sin embargo, por diversos motivos, solamente dos equipos terminaron por disputarla. 
El New Foot-ball Club y el Foot-ball Club Barcelona renunciaron a participar, el primero quizá desmoralizado por el resultado ante los bilbaínos, y los barceloneses alegaron que debían regresar a Barcelona, renunciando al torneo tras un desacuerdo en las fechas elegidas para el torneo, por lo que finalmente el trofeo de consolación enfrentó al Madrid Foot-ball Club con el Club Español de Foot-ball.
El primer partido, y tras los acontecimientos, último y decisivo, se saldó con victoria para los madrileños por 3-2 en el campo de la Explanada de la Plaza de Toros de Madrid.
| 1  | POR | Juan Sevilla          |  |
| 2  | DEF | Rafael Molera         |  |
| 3  | DEF | Mario Giralt          |  |
| 4  | MED | Leopoldo García Durán |  |
| 5  | MED | José de Gorostizaga   |  |
| 6  | MED | «Spottorno I»         |  |
| 7  | DEL | Arthur Johnson        |  |
| 8  | DEL | José Giralt           |  |
| 9  | DEL | Antonio Neyra         |  |
| 10 | DEL | Federico Revuelto     |  |
| 11 | DEL | Armando Giralt        |  |

| 1  | POR | Julián Mora          |  |
| 2  | DEF | José María Soler     |  |
| 3  | DEF | Joaquín Carril       |  |
| 4  | MED | Guillermo Galiardo   |  |
| 5  | MED | Ignacio Aracil       |  |
| 6  | MED | Arturo Galiardo      |  |
| 7  | DEL | Ángel Ponz i Junyent |  |
| 8  | DEL | Raimundo Ruiz        |  |
| 9  | DEL | Enrique Montells     |  |
| 10 | DEL | G. Peña              |  |
| 11 | DEL | Santiago Méndez      |  |

| ?' · ?' · ?' | Goleador desconocido |  |

| ?' · ?' | Goleador desconocido |  |

| Principal | (Desconocido) |

| 1  | POR | Juan Sevilla          |  |
| 2  | DEF | Rafael Molera         |  |
| 3  | DEF | Mario Giralt          |  |
| 4  | MED | Leopoldo García Durán |  |
| 5  | MED | José de Gorostizaga   |  |
| 6  | MED | «Spottorno I»         |  |
| 7  | DEL | Arthur Johnson        |  |
| 8  | DEL | José Giralt           |  |
| 9  | DEL | Antonio Neyra         |  |
| 10 | DEL | Federico Revuelto     |  |
| 11 | DEL | Armando Giralt        |  |

| 1  | POR | Julián Mora          |  |
| 2  | DEF | José María Soler     |  |
| 3  | DEF | Joaquín Carril       |  |
| 4  | MED | Guillermo Galiardo   |  |
| 5  | MED | Ignacio Aracil       |  |
| 6  | MED | Arturo Galiardo      |  |
| 7  | DEL | Ángel Ponz i Junyent |  |
| 8  | DEL | Raimundo Ruiz        |  |
| 9  | DEL | Enrique Montells     |  |
| 10 | DEL | G. Peña              |  |
| 11 | DEL | Santiago Méndez      |  |

| ?' · ?' · ?' | Goleador desconocido |  |

| ?' · ?' | Goleador desconocido |  |

| Principal | (Desconocido) |

| 1  | POR | Juan Sevilla          |  |
| 2  | DEF | Rafael Molera         |  |
| 3  | DEF | Mario Giralt          |  |
| 4  | MED | Leopoldo García Durán |  |
| 5  | MED | José de Gorostizaga   |  |
| 6  | MED | «Spottorno I»         |  |
| 7  | DEL | Arthur Johnson        |  |
| 8  | DEL | José Giralt           |  |
| 9  | DEL | Antonio Neyra         |  |
| 10 | DEL | Federico Revuelto     |  |
| 11 | DEL | Armando Giralt        |  |

| 1  | POR | Julián Mora          |  |
| 2  | DEF | José María Soler     |  |
| 3  | DEF | Joaquín Carril       |  |
| 4  | MED | Guillermo Galiardo   |  |
| 5  | MED | Ignacio Aracil       |  |
| 6  | MED | Arturo Galiardo      |  |
| 7  | DEL | Ángel Ponz i Junyent |  |
| 8  | DEL | Raimundo Ruiz        |  |
| 9  | DEL | Enrique Montells     |  |
| 10 | DEL | G. Peña              |  |
| 11 | DEL | Santiago Méndez      |  |

| ?' · ?' · ?' | Goleador desconocido |  |

| ?' · ?' | Goleador desconocido |  |

| Principal | (Desconocido) |

| 1  | POR | Juan Sevilla          |  |
| 2  | DEF | Rafael Molera         |  |
| 3  | DEF | Mario Giralt          |  |
| 4  | MED | Leopoldo García Durán |  |
| 5  | MED | José de Gorostizaga   |  |
| 6  | MED | «Spottorno I»         |  |
| 7  | DEL | Arthur Johnson        |  |
| 8  | DEL | José Giralt           |  |
| 9  | DEL | Antonio Neyra         |  |
| 10 | DEL | Federico Revuelto     |  |
| 11 | DEL | Armando Giralt        |  |

| 1  | POR | Julián Mora          |  |
| 2  | DEF | José María Soler     |  |
| 3  | DEF | Joaquín Carril       |  |
| 4  | MED | Guillermo Galiardo   |  |
| 5  | MED | Ignacio Aracil       |  |
| 6  | MED | Arturo Galiardo      |  |
| 7  | DEL | Ángel Ponz i Junyent |  |
| 8  | DEL | Raimundo Ruiz        |  |
| 9  | DEL | Enrique Montells     |  |
| 10 | DEL | G. Peña              |  |
| 11 | DEL | Santiago Méndez      |  |

| ?' · ?' · ?' | Goleador desconocido |  |

| ?' · ?' | Goleador desconocido |  |

| Principal | (Desconocido) |

## Final
La final que enfrentó al F. C. Barcelona y Bizcaya se disputó en el Hipódromo de la Castellana de Madrid, el 15 de mayo de 1902. La final, prevista para la mañana, fue pospuesta a la tarde por petición de los jugadores bilbaínos, que veían injusto jugar tres partidos seguidos mientras los barceloneses habían disfrutado de un día de descanso. La final fue arbitrada por el promotor del torneo y hermano del presidente del Madrid F. C., el señor Carlos Padrós y que años después sucedería en la presidencia a su hermano Juan.
Ante la importancia que adquirió el evento, los dos equipos alinearon a la mayoría de sus mejores futbolistas, esto fue, los extranjeros, más experimentados en el nuevo deporte que comenzaba a calar en España. El F. C. Barcelona, además, viendo que el Club Bizcaya era una formación de los mejores jugadores de Bilbao, no dudó en pedir prestados a tres futbolistas del Hispania Athletic Club para realizar una formación con los mejores jugadores de Barcelona.
| 1  | POR | Luis Arana             |  |
| 2  | DEF | Enrique Careaga        |  |
| 3  | DEF | Pedro de Larrañaga     |  |
| 4  | MED | Luis Silva             |  |
| 5  | MED | Amador Arana           |  |
| 6  | MED | Enrique Goiri          |  |
| 7  | DEL | Raymond Jerome Cazeaux |  |
| 8  | DEL | Juan de Astorquia      |  |
| 9  | DEL | L. Dyer                |  |
| 10 | DEL | Ramón Silva            |  |
| 11 | DEL | Walter Evans           |  |

| 1  | POR | Samuel Morris   |  |
| 2  | DEF | Lluis Puelles   |  |
| 3  | DEF | George Meyer    |  |
| 4  | MED | Miguel Morris   |  |
| 5  | MED | Arthur Witty    |  |
| 6  | MED | Miguel Valdés   |  |
| 7  | DEL | John Parsons    |  |
| 8  | DEL | Udo Steinberg   |  |
| 9  | DEL | Hans Gamper     |  |
| 10 | DEL | Henry Morris    |  |
| 11 | DEL | Alfonso Albéniz |  |

| 10' · 20' | J. Astorquia R. Cazeaux | 1-0 2-0 |

| 75' | J. Parsons | 2-1 |

| Principal  | Padrós Rubio |
| Asistentes | Zollinger    |
|            | N...         |

| 1  | POR | Luis Arana             |  |
| 2  | DEF | Enrique Careaga        |  |
| 3  | DEF | Pedro de Larrañaga     |  |
| 4  | MED | Luis Silva             |  |
| 5  | MED | Amador Arana           |  |
| 6  | MED | Enrique Goiri          |  |
| 7  | DEL | Raymond Jerome Cazeaux |  |
| 8  | DEL | Juan de Astorquia      |  |
| 9  | DEL | L. Dyer                |  |
| 10 | DEL | Ramón Silva            |  |
| 11 | DEL | Walter Evans           |  |

| 1  | POR | Samuel Morris   |  |
| 2  | DEF | Lluis Puelles   |  |
| 3  | DEF | George Meyer    |  |
| 4  | MED | Miguel Morris   |  |
| 5  | MED | Arthur Witty    |  |
| 6  | MED | Miguel Valdés   |  |
| 7  | DEL | John Parsons    |  |
| 8  | DEL | Udo Steinberg   |  |
| 9  | DEL | Hans Gamper     |  |
| 10 | DEL | Henry Morris    |  |
| 11 | DEL | Alfonso Albéniz |  |

| 10' · 20' | J. Astorquia R. Cazeaux | 1-0 2-0 |

| 75' | J. Parsons | 2-1 |

| Principal  | Padrós Rubio |
| Asistentes | Zollinger    |
|            | N...         |

| 1  | POR | Luis Arana             |  |
| 2  | DEF | Enrique Careaga        |  |
| 3  | DEF | Pedro de Larrañaga     |  |
| 4  | MED | Luis Silva             |  |
| 5  | MED | Amador Arana           |  |
| 6  | MED | Enrique Goiri          |  |
| 7  | DEL | Raymond Jerome Cazeaux |  |
| 8  | DEL | Juan de Astorquia      |  |
| 9  | DEL | L. Dyer                |  |
| 10 | DEL | Ramón Silva            |  |
| 11 | DEL | Walter Evans           |  |

| 1  | POR | Samuel Morris   |  |
| 2  | DEF | Lluis Puelles   |  |
| 3  | DEF | George Meyer    |  |
| 4  | MED | Miguel Morris   |  |
| 5  | MED | Arthur Witty    |  |
| 6  | MED | Miguel Valdés   |  |
| 7  | DEL | John Parsons    |  |
| 8  | DEL | Udo Steinberg   |  |
| 9  | DEL | Hans Gamper     |  |
| 10 | DEL | Henry Morris    |  |
| 11 | DEL | Alfonso Albéniz |  |

| 10' · 20' | J. Astorquia R. Cazeaux | 1-0 2-0 |

| 75' | J. Parsons | 2-1 |

| Principal  | Padrós Rubio |
| Asistentes | Zollinger    |
|            | N...         |

| 1  | POR | Luis Arana             |  |
| 2  | DEF | Enrique Careaga        |  |
| 3  | DEF | Pedro de Larrañaga     |  |
| 4  | MED | Luis Silva             |  |
| 5  | MED | Amador Arana           |  |
| 6  | MED | Enrique Goiri          |  |
| 7  | DEL | Raymond Jerome Cazeaux |  |
| 8  | DEL | Juan de Astorquia      |  |
| 9  | DEL | L. Dyer                |  |
| 10 | DEL | Ramón Silva            |  |
| 11 | DEL | Walter Evans           |  |

| 1  | POR | Samuel Morris   |  |
| 2  | DEF | Lluis Puelles   |  |
| 3  | DEF | George Meyer    |  |
| 4  | MED | Miguel Morris   |  |
| 5  | MED | Arthur Witty    |  |
| 6  | MED | Miguel Valdés   |  |
| 7  | DEL | John Parsons    |  |
| 8  | DEL | Udo Steinberg   |  |
| 9  | DEL | Hans Gamper     |  |
| 10 | DEL | Henry Morris    |  |
| 11 | DEL | Alfonso Albéniz |  |

| 10' · 20' | J. Astorquia R. Cazeaux | 1-0 2-0 |

| 75' | J. Parsons | 2-1 |

| Principal  | Padrós Rubio |
| Asistentes | Zollinger    |
|            | N...         |